# Charlie Parker with Strings
Charlie Parker with Strings (Charlie Parker con Cuerdas) es un álbum de recopilación liderado por el músico de jazz Charlie Parker, producido por Verve en enero de 1995. Está basado en dos sesiones originalmente lanzadas en álbumes separados durante 1950 por Mercury Records. Las sesiones sitúan a Parker en el contexto de una sección de cuerda clásica pequeña y una sección rítmica de jazz, más que su quinteto estándar de bebop. Fueron las grabaciones más populares de Parker durante su vida.

## Contenido
Bajo los auspicios de productor Norman Granz, Parker pudo cumplir su deseo de grabar con un ensamble de cuerdas. Los planes eran editar el resultado de las sesiones en formato elepé de 10 pulgadas. Las sesiones del 30 de noviembre de 1949 incluyeron seis canciones, todas ellas estándares del jazz.
El éxito del primer álbum llevó a grabar otras cuatro piezas adicionales el 5 de julio de 1950, lo que derivó en otro álbum titulado con el mismo nombre, esta vez con ocho temas, también estándares.
En 1995, el sello Verve reeditó los catorce registros en disco compacto, incluyendo diez pistas con Parker acompañado también por cuerdas, cinco de ellas grabadas en el Carnegie Hall el 17 de septiembre 1950, cuatro más procedentes de una sesión de estudio adicional en enero de 1952, y una grabada junto a Neal Hefti en el Carnagie Hall en diciembre de 1947.

## Legado
Hay cierta controversia acerca del deseo de Parker de grabar un disco de estándares antes que sus composiciones originales; sin embargo, las fuentes biográficas indican que Parker impulsó las sesiones.
- Datos: Q1066974